# 天神祭

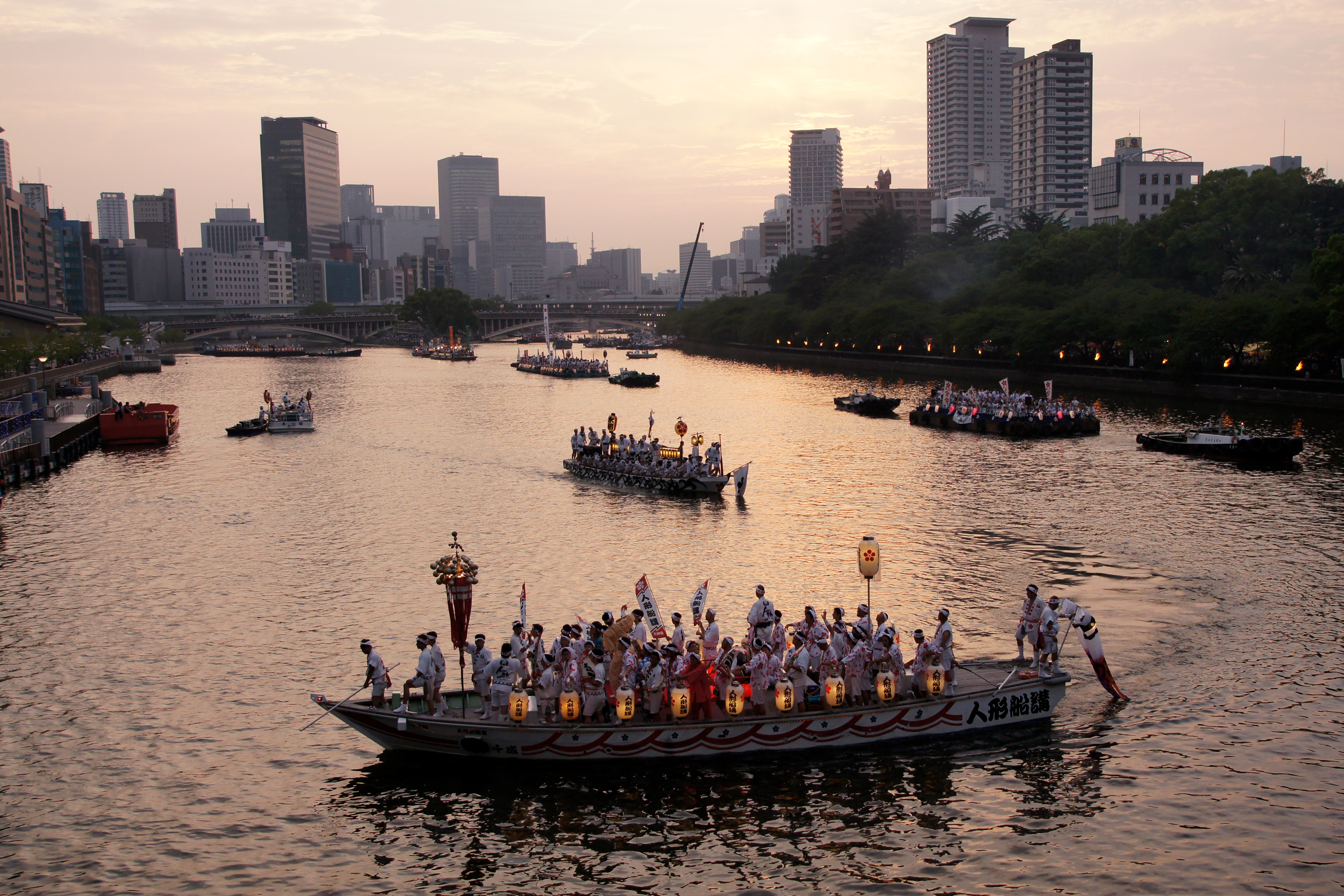
大川での船渡御（2012年）

天神祭（てんじんまつり、てんじんさい）は、日本各地の天満宮（天神社）で催される祭り。祭神の菅原道真の命日にちなんだ縁日で、25日前後に行われる。一年のうち1月の初天神祭など、ある月に盛大に行われることがある。各神社で行われる天神祭の中では、大阪天満宮を中心として大阪市で行われる天神祭が有名である。以下より大阪天神祭のことについて記述する。
日本三大祭（他は、京都の祇園祭、東京の神田祭）の一つ。また、生國魂神社の生國魂祭、住吉大社の住吉祭と共に大阪三大夏祭りの一つ。期間は6月下旬吉日 - 7月25日の約1か月間に亘り諸行事が行われる。特に、25日の本宮の夜は、大川（旧淀川）に多くの船が行き交う船渡御が行われ、奉納花火があがる。大川に映る篝火や提灯灯り、花火などの華麗な姿より火と水の祭典とも呼ばれている。他に鉾流神事（ほこながししんじ）、陸渡御（りくとぎょ）などの神事が行われる。24日宵宮、25日本宮。

## 歴史
天神祭は大阪天満宮が鎮座した2年後の天暦5年（951年）6月1日より始まったとされている。この時の祭事は大川より神鉾を流して、流れ着いた場所に祭場を設けて、その祭場で禊払いを行うというものであった。これが鉾流神事の元となり、その祭場に船で奉迎したことが船渡御の起源となっていると伝えられている。
天神祭は続いてきたが、日本三大祭の一つと呼ばれるようになるのは江戸時代からである。安土桃山時代に豊臣秀吉より催太鼓を拝領する。元和7年（1621年）に祭場（御旅所）を雑喉場（現在の大阪市西区京町堀3丁目）に定めたため鉾流神事が取りやめられる。このころ陸渡御の起源となる地車が登場する。慶安2年（1649年）にでたお触書によると、多くの地車が争って宮入しようとするため順番を決めさせたとある。明暦2年（1656年）に御旅所が戎島（現在の大阪市西区川口1丁目）に移転。元禄時代になると「御迎人形」（おむかえにんぎょう）と呼ばれる2メートルほどの人形を船の穂先に高く飾り付けるようになる。またこの頃より講が形成され日本三大祭りとして呼ばれるようになる。当時の天神祭の壮大さは『東海道中膝栗毛』や『世間胸算用』で描かれているほか、大阪天満宮の東側に位置する「天神橋2丁目商店街」（天神橋筋商店街の一部）入口のアーケードには、羽柴秀吉・佐々木高綱・八幡太郎義家・木津勘助をあしらった4体の「御迎人形」が飾られている。
慶応元年（1865年）、将軍徳川家茂が長州征討のため大阪城に入城したため、天神祭は中止される。この年以降、維新の騒乱により明治4年（1871年）に復活するまで中止された。同年には、御旅所を松島（現在の大阪市西区千代崎2丁目）へ移転させたうえで、「天満宮行宮」（てんまんぐうあんぐう）という名称で常設。明治7年（1874年）から船渡御が中止されたが、本社営繕やコレラの流行を受けて、明治14年（1881年）に復活した。この間には陸渡御のみ執り行われた年があったほか、上記以外の期間にも、明治天皇の崩御、大川の水位の上昇、会場近辺での住宅の密集などを理由に船渡御がたびたび中止されていた。
昭和5年（1930年）に食満南北の提言により鉾流神事が復活。昭和13年（1938年）から昭和23年（1948年）まで日中戦争、第二次世界大戦の影響により船渡御や祭事そのものが中止された。
昭和24年（1949年）に大川の下流で船渡御が復活。江之子島（大阪市西区）から常設の御旅所（同区の「天満宮行宮」）まで陸路で巡行するルートも確立していた。しかし、地盤沈下の影響で船が橋の下をくぐることが困難になったため再び中止。結局、「船が天神橋の北東側に当たる河岸から大川の上流を遡りながら、『天満宮行宮』での神事を船上で執り行う」という方式に変更したうえで、昭和28年（1953年）から船渡御を再開した。なお、渡御のルートがこのように変更されてからも、「天満宮行宮」では毎年7月24日に「行宮祭」（あんぐうまつり）という神事を実施。千代崎地区では、この神事にちなんで地元の児童による神輿の巡行などが催されているほか、かつては「トラック渡御」（「御迎人形」を複数のトラックに分乗させる方式での陸渡御）も独自に実施していた。
昭和49年（1974年）には、オイルショックの影響で、神賑行事（陸渡御、船渡御、奉納花火）が全て中止された。その一方で、昭和56年（1981年）から「ギャルみこし」、平成3年（1991年）から水都祭と天神祭奉納花火を合同で開催。平成6年（1994年）には、オーストラリアのブリスベンでも天神祭が斎行された。
平成9年（1997年）には、開催期間中に台風が接近した影響で本宮を縮小。平成12年（2000年）には、例年本宮を開催する7月25日に香淳皇后の斂葬の儀が執り行われたため、本宮の開催日を翌26日に振り替えた。
令和元年（2019年）には、第125代天皇明仁の生前退位によって徳仁が5月1日に第126代天皇へ即位されたことから、「天皇陛下御即位奉祝祭」を兼ねて開催された。
令和2年（2020年）には、年始から日本国内で新型コロナウイルス感染症（COVID-19）が流行していることを背景に、神賑行事を全て中止した。神賑行事の全面中止は、前述した昭和49年（1974年）以来46年振り。大阪天満宮が主催する神事（宵宮祭、鉾流神事、行宮天神祭、本宮祭）については、悪疫（新型コロナウイルス）の退散を祈願する目的で7月25日に神職のみで執り行われたほか、史上初めてYouTubeで神事動画のライブ配信を解説付きで実施した。
令和3年（2021年）には、2月に大阪天満宮の職員からCOVID-19への罹患が初めて判明。その後もCOVID-19の流行に歯止めが掛かっていないことから、前年に続いて神賑行事を全て中止したうえで、神事のみ執り行った。前年の神賑行事中止を受けてYouTube上に開設された「大阪天満宮公式チャンネル」でも、神事動画のライブ配信やアーカイブ動画の配信を見送っている。
令和4年（2022年）には船渡御と奉納花火の再開を見送った一方で、COVID-19が過去2年ほどには流行していないことを踏まえて、陸渡御を3年振りに復活させることを5月26日に発表。この時点では、大阪府内で感染の再拡大が認められた場合に、陸渡御も中止する余地を残していた。実際には、7月に入ってから感染者数が過去最多の水準にまで急増しているものの、本宮の当日には（感染抑制手段の一つである）ソーシャルディスタンスを確保することを条件に陸渡御を実施。実施に際しては、参加者の総数を例年の3分の1程度に制限するとともに、「御神霊を乗せた神輿を参加者が担がない代わりに、神輿を台車に乗せたうえで、参加者が台車の綱を引きながら大阪天満宮の界隈を巡る」という方法が取られた。しかし、感染症関連の国内法におけるCOVID-19の分類が令和5年（2023年）5月8日付で（季節性インフルエンザなどと同等の）「五類感染症」へ移行したことを受けて、同年の本宮から船渡御と奉納花火も再開している。

## 日程
- 6月下旬吉日：装束賜式（天神祭神事始め）
- 6月下旬：船割り、浴衣販売
- 7月7日：天満天神七夕祭（天神祭前儀）
- 7月11日：船渡御事始式
- 7月15日：葦奉納式
- 7月18日前後：台搦み
- 7月21日前後：本社神輿蔵出し
- 7月22日：伏見三十石船献酒祭
- 7月23日：宵々宮（俗称）、御羽車巡幸、庖丁式
- 7月24日：宵宮、鉾流神事、催太鼓宮入、獅子舞宮入
- 7月25日：本宮、夏大祭神事、神霊移御祭、陸渡御、船渡御、還御祭

## 各種行事
時間、祭事、催事は平成18年の行程を参考。

### 装束賜式 （6月下旬吉日）
天神祭の神事始めの行事で、この装束賜式より天神祭の諸行事が始められる。
平成18年度諸役（神童、随身、牛曳童児、猿田彦）の装束賜式｛しょうぞくたばりしき｝（任命式）が、6月25日11時45分より行われた。
まず、宮司より辞令が渡され、諸役を務める心構えなどが話される。
この日より、諸役は斎戒と言って祭りまで慎むことやしてはならないことがお宮から言い渡される。
例えば、一、葬儀に参列すること。一、喧嘩、もめ事などの争いごと。一、その他不浄に関与すること、等がある。
その後、諸役の衣装をつけ、本殿で報告祭を執り行う。

### 宵宮（7月24日）
4：00 - 打ち出し

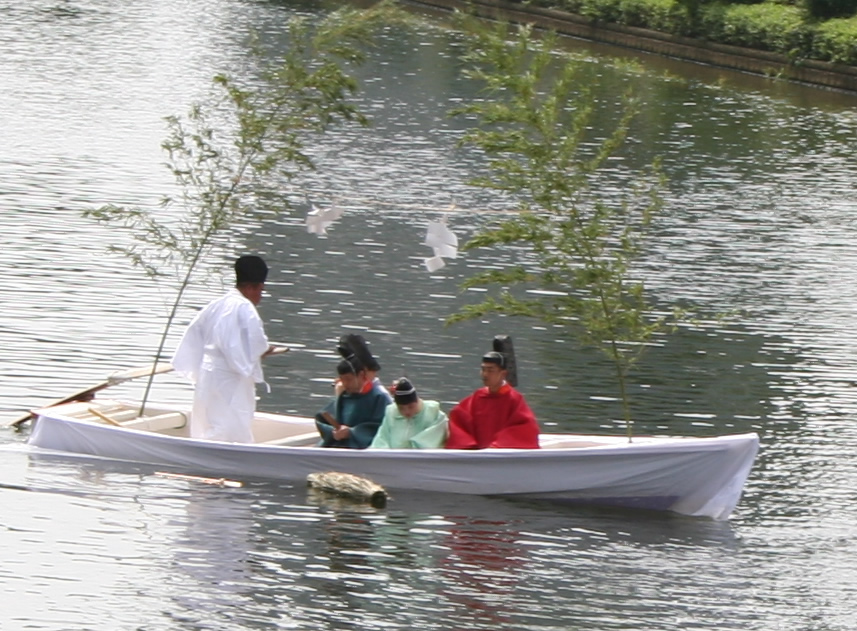
2005年の鉾流神事の様子

催太鼓の一番太鼓と、続いてだんじり囃子の一番鉦が祭の開始を告げる。大門開門。
7：45 - 宵宮祭
本殿において人々の無病息災と鉾流神事の無事が祈願される。
8：50 - 鉾流神事
神鉾講より推挙された大阪市立西天満小学校の6年生の男子の神童によって鉾流橋の水上より鉾を流す。元々は上記のように鉾が流れ着いた場所を御旅所と定めて祭礼を行ったが、御旅所が固定されてからはその役目は担っていない。
その流された神鉾を拾い上げる御鳥船（おとりぶね）が太鼓を打ち鳴らし、櫓と櫂で航行する。
鉾流神事が終わると氏地巡行まで正式な祭事はないが、各場所でいろいろな催事が執り行われている。下記に記述。
16：00 - 氏地巡行
まず、催太鼓による「からうす」がおこなわれ、その後催し太鼓と獅子舞が氏地を巡行する。

### 本宮（7月25日）
13：30 - 夏大祭

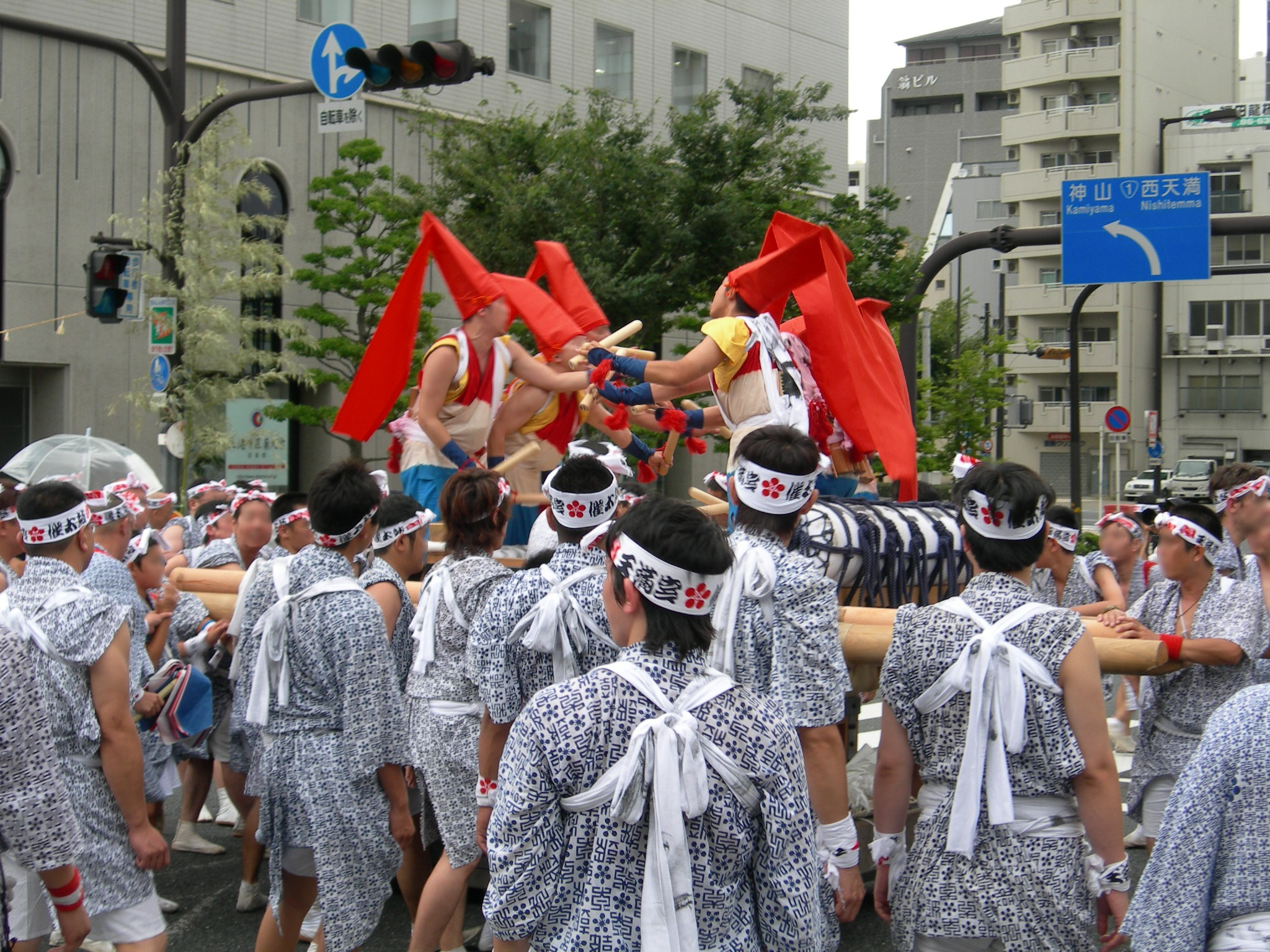
催太鼓

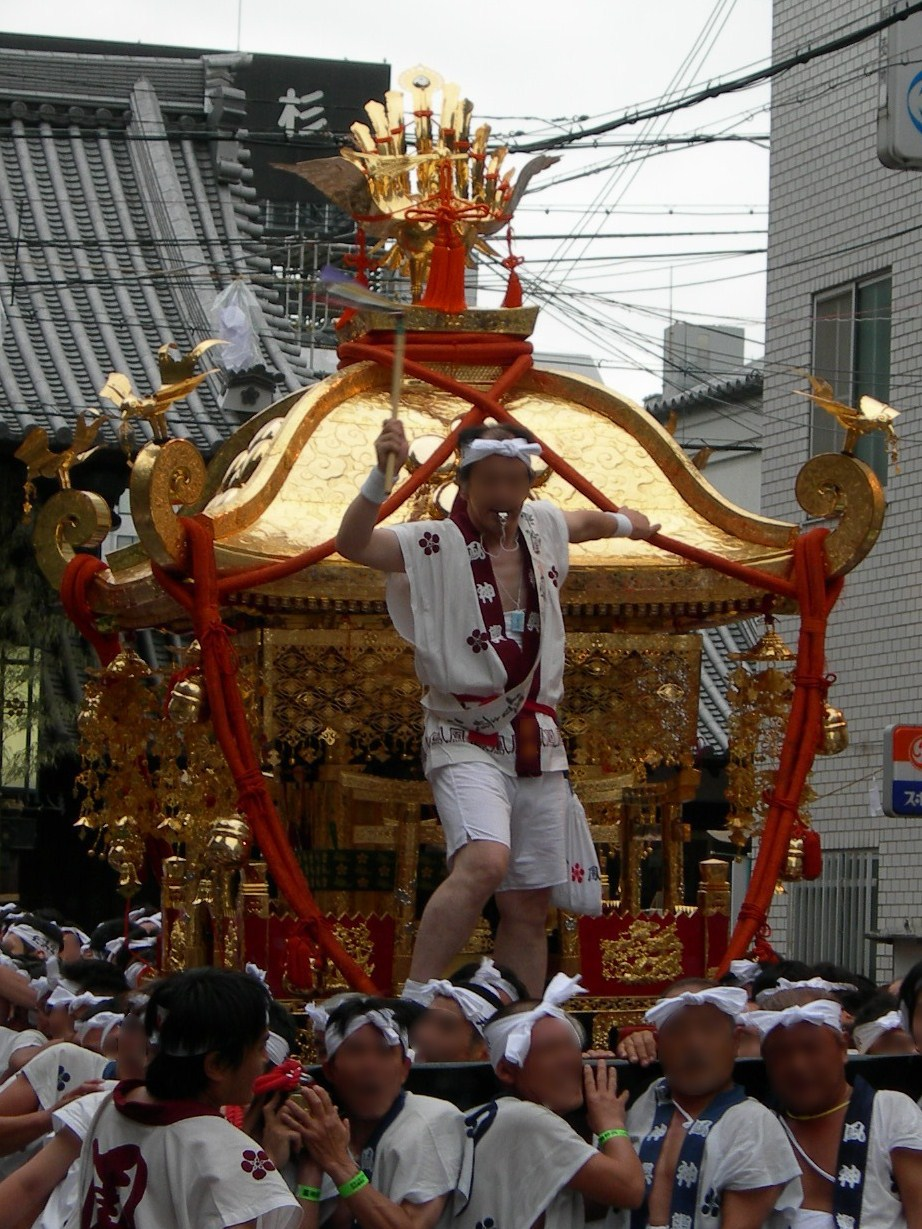
鳳神輿

氏地、氏子の平安を祈り、神霊移御祭で御霊を御鳳輦（ごほうれん）に移す。2019年までは一般に公開されていなかったが、2020年から、大阪天満宮のYouTube公式チャンネルを通じて生中継（動画のライブ配信）を実施。配信中は、動画の視聴者がインターネットから拝礼や大阪締め（後述）へ同時に臨めるような配慮が施されている。
15：30 - 陸渡御(りくとぎょ）
祭のメインイベントの一つ。船渡御の乗船場までの神輿渡御に随伴して約4キロを約3000人が行列する。行列は先頭が催し太鼓で、続いて猿田彦や采女（うねめ）、花傘、猩々の人形を乗せた山車、牛曳童児などの第一陣、御羽車や神霊を移した御鳳輦のある第二陣、玉神輿と鳳神輿の第三陣によって構成される。
陸渡御の順番は、太鼓中、神鉾講、地車講、天満ライオンズ奉仕講、天神講、釆女、稚児、敬神婦人会、大阪書林御文庫講、福梅講（牛曳童児）、御旗講、花傘講、総奉行、大阪府知事、大阪市長、榊講（大真榊）、御羽車講、丑日講、御錦蓋講、御菅蓋講、御鳳輦講、氏子総代、協賛会委員、玉神輿、鳳神輿、菅公会（祭り囃子）の順である。
18：00 - 船渡御
陸渡御につづいてメインイベントの一つ。船は4種類に分けられ、御神霊をのせた御鳳輦奉安船、催太鼓船や地車囃子船など神に仕える講社の供奉船、神をお迎えする風流人形を飾った御迎船、協賛団体や市民船などの奉拝船、その他どんどこ船や子供どんどこ船、落語船など祭を盛り上げるため自由に航行できる列外船がある。奉安船や供奉船が天神橋のたもとから出航して大川を遡り、反転して下る。
協賛団体による奉拝船は飛翔橋より下り、天神橋で反転し遡る。船同士が行き交う時には大阪締めが交換されるが、御鳳輦奉安船が通過するときは沈黙するのがならわしである。また、奉拝船より供奉船へは、大阪締めを求めることは法度とされ、その逆に大阪締めを行うのは順当とされる。他に舞台船や篝船などもあるが、渡御せずに定着して神楽等を奉納する。御神霊を乗せた御鳳輦奉安船を見下ろすことがないように、御鳳輦奉安船の通過する橋の中央には正中の覆いがされる。
渡御の渡中、御鳳輦船では水上祭が斎行される。定着している舞台船や供奉船から神楽や囃子が奉納される。この頃から花火講によって奉納花火が打ち上げられて祭は最大に盛り上がる。（1999年より花火講は消滅し、天神祭花火実行委員会によって、川崎公園・桜ノ宮公園の2箇所で奉納花火の打ち上げが実施されている。川崎公園では2002年より、大阪日日新聞主催の「水都祭」の一環で花火が打ち上げられている。
奉納花火については、2015年・2016年に5,000発を打ち上げ。「天皇陛下御即位奉祝祭」を兼ねて開催された2019年には、御即位への奉祝花火も特別に打ち上げられた。
22：00 - 宮入り・還御祭
渡御が終わった一団が天満宮に戻り、催太鼓と共に大阪締めを行う。獅子舞が四方清めと本殿へ走りこみ、その後還御祭が本殿で斎行されて祭りは終わる。
神事として祭のスケジュールには含まれていないが境内では地車囃子や龍踊りが奉納されたり、お迎え人形が展示されたりしている。境外でも下記のような催事が執り行われている。
ギャルみこし（天神祭女性御神輿）
7月23日にオーディションで選ばれた女性が担ぐ神輿巡行。主催は天神橋筋商店会（天神橋4・5・6丁目商店街）。選考がユニークで米俵を持ち上げる選考とかくし芸などのPR選考によって選出される。
ギャルみこしは、祭の渡御列（本隊）には参加しない。
自動車渡御
宵宮の10：00頃から市内をトラックによってパレードを行う。トラックには子供神輿や地車囃子などが乗り込む。
町内神輿宮入り
氏地の各町内の神輿が境内に宮入を行う。
ドラゴンボート国際選手権
昭和63年から奉納イベントの一環として行われているドラゴンボートレース。
サンケイスポーツ主催。
テレビ中継と関連番組
例年は、地元局のテレビ大阪 が、本宮の日の夜（18:55 - 20:54）に関西ローカル向けの生中継を実施している。本宮が月・水・木・金・日曜日と重なる場合 に当該時間帯で放送されるテレビ東京制作のレギュラー番組については、水 - 金曜日であれば本来の『土曜エンタテインメント』枠、月曜日であれば翌日（火曜日）の同じ時間帯（ローカルセールス枠）で振替放送を実施する。
テレビ大阪本社（大阪市中央区大手前）の屋上から奉納花火を一望できることを踏まえて、生中継に際しては、屋上に進行用の舞台（放送上の呼称は「スタジオ」）や屋台を設置。西川きよしとハイヒール（リンゴ・モモコ）が総合司会、テレビ大阪のアナウンサーから1名が進行役を務めるほか、同局制作のレギュラー番組の出演者（『おとな旅あるき旅』の三田村邦彦やなにわ淀川花火大会生中継司会者の石井亮次など）や演歌歌手（主に大阪府出身者）をゲストに迎えている。出演者は全員浴衣姿で、スポンサーから屋台などを通じて提供される飲食物を摂取しながら生中継を進行。基本として奉納花火が出演者の背後に映るような配置で放送しているが、中継の随所で出演者が花火を鑑賞できるように、舞台は複数のスタッフが両手で押しながら回転できるように設計されている。また、大阪天満宮の境内（または門前）から宮入り、列外船の上から花火打ち上げ、天満宮に近い天神橋筋商店街から賑わいの模様を随時中継。平成時代最後の開催であった2018年の生中継からは、ヘリコプターによる大阪市および周辺地域の空撮中継も取り入れている。
その一方で、地上デジタル放送移行後の2015年以降は、生中継にマルチチャンネル編成を採用。サブチャンネル（073チャンネル）では、船渡御と奉納花火の映像を、千年屋俊幸アナウンサーのナレーションや進行で紹介する。千年屋がテレビ大阪を定年で退職（フリーアナウンサーへ転身）した2019年には、FM大阪（当時の愛称は「FM OH!」）とのコラボレーション企画を実施する関係で、同局の番組パーソナリティから1名がサブチャンネルの進行に加わっていた。
なお、新型コロナウイルス感染拡大の影響で神事のみ執り行われた2020年にも、本宮の夜に特別番組を編成。大阪天満宮境内からの生中継をベースに、前年までの放送の同録映像から厳選した名場面集を織り込んだ。前年に続いてFM大阪とのコラボレーション企画も実施されたが、テレビ大阪では放送時間を例年の2時間から40分（19:20 - 20:00）に短縮。出演者も、テレビ大阪のアナウンサー（福谷清志・川北円佳・坂本七菜）と大阪市長（民選第21代）の松井一郎（特別ゲスト）に限定した。
本宮が日曜日であった2021年には、1982年の開局以来初めて生中継を見送った代わりに、当日の11:52 - 12:40に『今日は天神祭!皆さん、ご苦労さまです～伝統の祭りを支える人たちに密着～』という事前収録のドキュメンタリー（リポーター：石田靖・笑い飯哲夫）を編成した。前年と同じ事情で神事のみ執り行われたことに加えて、前年に見送られた2020東京オリンピックの開催が決まったことに伴って、テレビ東京系列担当分の男子競泳競技予選中継を当日の夜に同時ネットで放送したことによる。
テレビ大阪が開局40周年を迎えた2022年には、船渡御と奉納花火の再開が見送られたことから、前年に続いて生中継を断念。天神祭や大阪の歴史を物語るスポットをモーリー・ロバートソンと豊崎由里絵（テレビ大阪の開局に協力していた毎日放送出身のフリーアナウンサー）と高島幸次（大阪天満宮文化研究所の研究員を務める歴史学者）が巡るロケを天神祭の開催前（7月上旬）に実施したうえで、収録映像に桂吉弥のナレーションを添えた特別番組『天神祭さんぽ～歩けばわかる浪花の今昔～』を本宮当日（月曜日）の15:32 - 16:29に放送した。
2023年には、船渡御と奉納花火が復活することを受けて、テレビ大阪が本宮の生中継を7月25日（火曜日）の18:25 - 20:54に再開。司会は休止前と同じく西川きよしとハイヒールで、ヘリコプターからの空撮中継も前田拓哉（テレビ大阪アナウンサー）の実況リポートで復活させたほか、放送枠を休止前から30分ほど拡大させた。また、「天神祭2023予習復習スペシャル」と銘打って、『今日は天神祭!皆さん、ご苦労さまです』を7月23日（日曜日）の11:36 - 12:24、『天神祭さんぽ』を宵宮（24日）の17:30 - 18:29に再放送。生中継では休止前と同じく、開局以来41年間本社に使用してきた日経大阪電波会館の屋上に、人力でのみ回転できる進行用の舞台（前述）を設置した。
なお、テレビ大阪では2024年5月13日（月曜日）から、本社機能と演奏所をダブルツリーbyヒルトン大阪城（複合施設）内の低層棟に移転させている。この施設は日経大阪電波会館の敷地に隣接していて、低層階の屋上から奉納花火を一望できるることから、同年以降の本宮生中継では屋上が「スタジオ」に使われている。その一方で、生中継の開始から2024年で40回目を迎えることを機に、同年の生中継では黒田有（メッセンジャー）を司会・川田裕美（読売テレビ出身のフリーアナウンサー）を進行役へ新たに起用。本宮が木曜日に執り行われたことから、前年（2023年）の放送枠を踏襲したほか、前述した人力回転式の舞台が「スタジオ」に設けられている。

## 天神祭に参加するには?
一般参拝（観覧）客としてではなく天神祭の神事や祭事に参加するには基本的に講に所属しなければならない。天神祭はあくまで大阪天満宮の氏子による祭事であるためである。しかしながら、講の条件は厳しくなく、大阪天満ライオンズクラブ奉仕講など新しい講も認められている。また、講の人員不足のためアルバイトやボランティアといった形で参加することもできる。他には市民奉拝船の公募に応募したり、帝国ホテルの奉拝船のチケットを購入して船渡御に参加する手段もある。清掃ボランティアも募集しており、天神祭清掃ボランティア天神祭美化委員会（ダストバスターズ）に参加する方法もある。

## 用語

### 講
天神祭には講または講社と呼ばれる団体があり、この講が天神祭を支える大きな役割となっている。講の起源は詳しく明らかになっていないが、古い講は江戸時代よりあったと言われている。元々、講とは同じ志を持った集団であり、天神祭に奉仕するために、商人の町であった特徴上、米問屋や八百屋など各同業団体などで集まってできた。一般参拝（観覧）客としてではなく天神祭の神事や祭事に参加するには、基本的に講に所属する必要がある。大阪天満宮の講をまとめる大阪天満宮講社連合会があり、天神祭の基本的なことはこの会で決められる。現在の講社連合会会長は天神講獅子の講元、森本幸一である。主な講社は、催太鼓の太鼓中（たいこなか）、天神祭で渡御列でご神体をお乗せする御鳳輦講（ごほうれんこう）、鳳神輿の菅南連合鳳講、玉神輿の中央市場玉神輿講、だんじり囃子の地車講（じぐるまこう）、獅子舞の天神講獅子、牛曳童児の福梅講、米穀商の御錦蓋講（おきんがいこう）、御神酒講、花商組合の榊講、船渡御の船を世話する御船講(おふねこう）、どんどこ船のどんどこ船講、出版業界の御文庫講、丑日講、天神橋商店街の御羽車講（おはぐるまこう）[この講の23日の御羽車巡行にあわせてギャルみこしが行われている]、など現存する講社は25団体である。講によって太鼓中は催太鼓、地車講は境内でのだんじり囃子の演奏、踊りを奉納するなどと役割が決まっている。しかしながら上記でも述べたが、講を構成する人員も年々減少しているため、アルバイトやボランティアなどの参加が増加している。とりわけボランティアはダストバスターズと呼ばれる清掃ボランティアが活躍している。

### 催太鼓
天神祭の陸渡御の先頭を切る枕太鼓台で6人一組で3人ずつで大太鼓を挟んで叩く。叩き手は「願人（がんじ）」と呼ばれ、特徴としては長い赤い布が垂れ下がった投げ頭巾と呼ばれる烏帽子に似た帽子をかぶり背中に背ブチと呼ばれる木の棒を背負おっている。願人が打つ太鼓を担ぐ人を「舁ぎ方（かつぎかた）」と言い、舁ぎ方を3年以上経験しなければ花形である願人にはなれない。後、舁ぎ方と願人を統率する「采頭（ざいがしら）」と「采方（ざいかた）」がいる。太鼓の演奏法は独特で大阪府の無形民俗文化財（記録選択）となっている。
催太鼓の特徴は「からうす」である。からうすは催太鼓の太鼓台の下に丸太を挟み、その丸太を軸にしてシーソーのように揺らしながら太鼓を叩く豪快な技である。縦に揺れる縦からうすと横に揺れる横からうすがある。願人は落とされないように縄にしがみつきながら太鼓を叩くが、この時でも投げ頭巾が落ちないようにしなければならない。

### 御迎人形

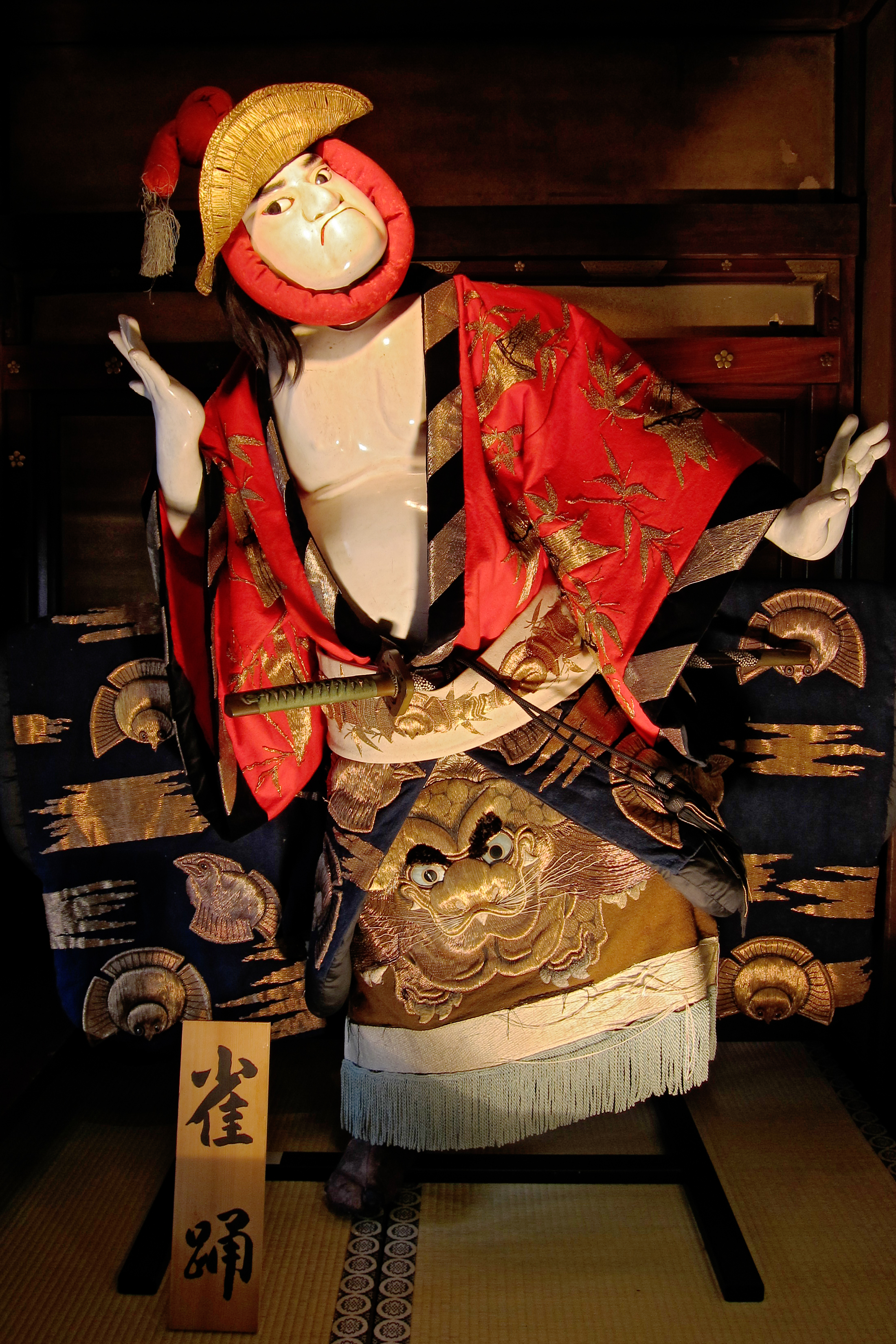
御迎人形

御迎人形は元禄期に祭の前に町内に飾られ、祭になると船に高く人形を掲げて神霊を迎えたことが始まりとされている。当時の人形は2メートルほどであったが、享保年間の人形芝居の隆盛により4メートル以上ある大型の御迎人形も製作されるようになった。弘化三年の『天満宮御神事御迎舩人形図会』によると44体あったが、維新や戦禍で多くが焼けてしまい16体になった（全16体は大阪府指定有形民俗文化財）。御迎人形の多くは歌舞伎や能物を題材としており、他には羽柴秀吉や坂田公時、関羽など和漢の歴史や物語の人物が多い。天神橋筋商店街の天神橋筋2丁目アーケードに御迎人形をモティーフにした人形を見ることができる。
御迎人形の逸話として文政7年に御迎人形の阿部保名に恋をした天満青物市場の娘さわの話が残っている。
残っている16体は天神祭の期間中数体が境内で展示される。

### どんどこ船

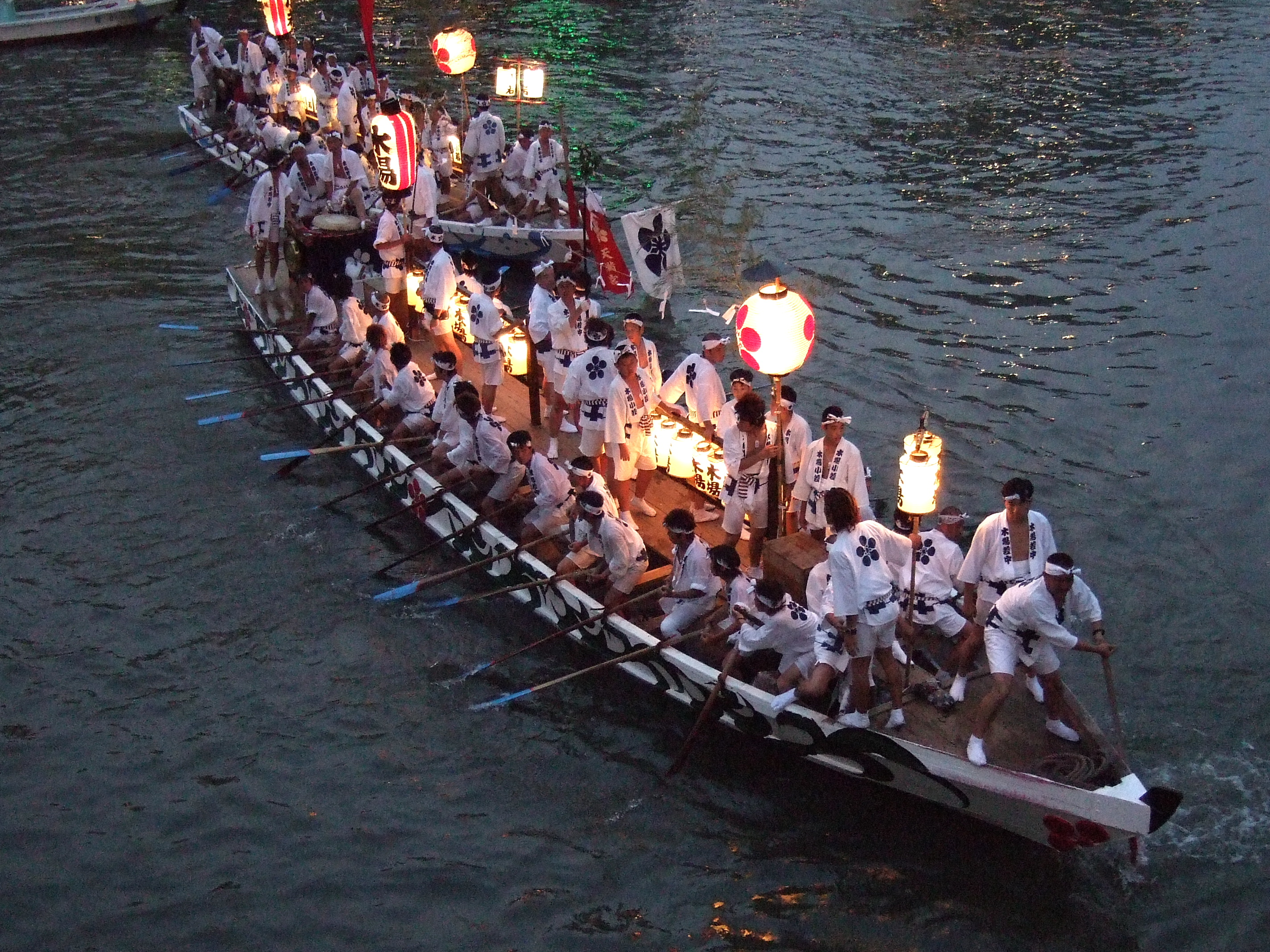
どんどこ船

どんどこ船の起源は前述の御迎人形をかざった船から来ている。元々は伝馬船を使っていたため伝馬ともてんまとも呼ばれる。名前の由来はどんどこと音をかき鳴らしながら進む姿から来ているとされている。鉦太鼓に合わせて28人の漕ぎ手が一斉に櫂を漕いで進む姿は勇壮である。
どんどこ船は陸渡御には参加せずに大川を下り祭の開催を知らせる役目を担っている。船渡御になると列外船の一つとして祭を盛り上げる役目を担う。高校生から大人が乗船しているどんどこ船（木場若中）と、小中学生が乗船している子供どんどこ船（木場小若）の現在２つの船が活躍中。木津川・土佐堀川・大川・東横堀川・道頓堀川を縦横無尽に行き来する様は大阪夏の風物詩の一つとして有名。
２４日の鉾流神事の際に神鉾を拾い上げる御鳥船（おとりぶね）もどんどこ船（木場若中）のメンバーが太鼓を打ち鳴らし、櫓と櫂の人力で航行。※宮入り（どんどこ船を陸に上げ、船ごと境内に入る）の際に神鉾を返す役目もどんどこ船講（木場若中・木場小若）が行っている。
大阪府内における唯一の手漕ぎ船の伝統行事として、また全国的に見ても希少な漕ぎ方を伝承しており、貴重なものとして、平成31年３月22日に大阪府の無形民俗文化財（記録選択）に指定された。

### 龍踊り
天神祭の龍踊りは長崎（“ジャおどり”と発音）・中華街や神戸南京町の春節祭での複数人で龍の人形を操って踊るそれとは異なり、龍が天に昇るさまを模して踊る。踊り手が指を曲げ、手や体をくねらせて昇竜を表現しているのが特徴である。宵宮では地車講によって地車囃子の太鼓と鉦にあわせて踊る姿を境内で終日見ることが出来る。また、船渡御では市民奉拝船や協賛団体の奉拝船の船上で踊っている姿を見ることも出来る。なお、長柄流と呼ばれる地車囃子では、「運をつく」という地車踊りがなされており、龍踊りとは異質なものと考えてもよかろう。
天神祭以外でも、大阪市内の杭全神社、長柄八幡宮、彌榮神社、桑津天神社、旭区清水の八幡大神宮などや、豊中市の服部天神宮などの神社のだんじり祭などでさかんに踊られている。また、ほかには梅田近辺での路上パフォーマンスなどで見かけることが出来る。なお、長柄八幡宮や服部天神宮での踊りは、龍踊りではない。

### 大阪締め（手打ち）
大阪でよく使われる手締めの一種で元々生國魂神社に伝わる五節からなる大阪締め（手打ち）が省略されて三節になって使われている。三節目が「よぉやさの」、「よーいとさ」や、「商売繁盛」になる場合もあるが天神祭で使われる大阪締め（手打ち）は下記のスタイルが一般的である。
打ちましょ（パン、パン）もひとつ（もうひとつ）せぇ（パン、パン）いおうて（祝うて）三度（パ、パン、パン）
天神祭開催中は大阪締め（手打ち）はいろいろな場面、場所で使われるため、聞く機会の多い節回しであり、奉拝船同士や列外船と行き違う際に大阪締め（手打ち）を交わすため、奉拝船に乗船の際は練習を行う。

### ギャルみこし

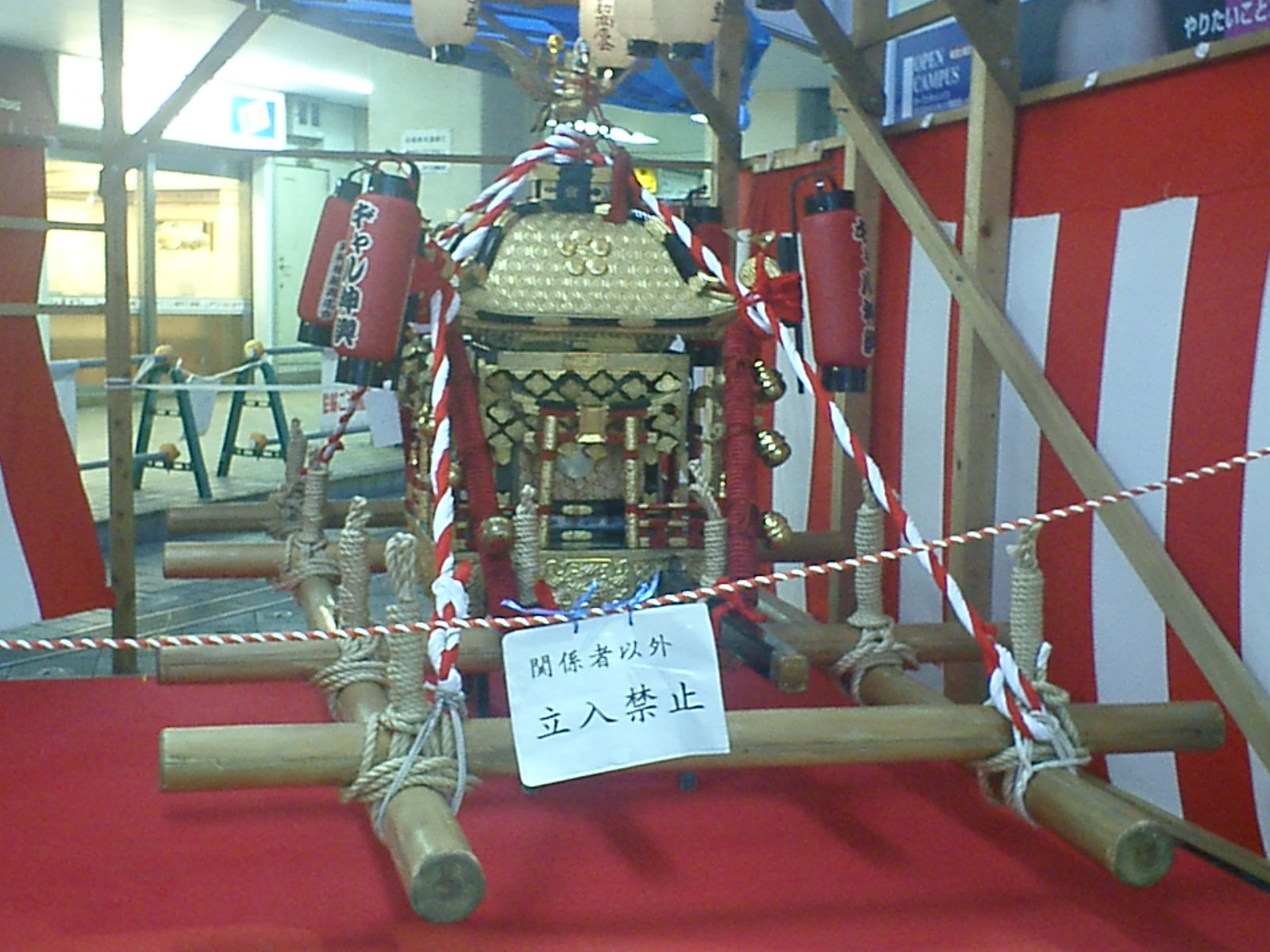
ギャルみこしで使われるだんじり（天満駅前にて撮影）

- 毎年7月23日（宵宮の前日）に行われている。本来の名称は「天神祭女性御神輿」だが、参加者や観覧者の間でいつの頃からか「ギャルみこし」と呼ばれるようになり、そのままイベントの名称として定着している。第1回は1981年で、地域文化の発展・振興と地域の活性化の一環として天神橋筋商店街の四町会、四番街、天四北商店街、天五商店街、天六商店街の各商店街団体が中心となって企画された。
- 1981年は認められなかった天満宮の参拝が第2回の1982年から御羽車講巡行の一環として行われるようになった。
- 毎年担ぎ手はオーディションで募集する。オーディションでは参加者が仮装をしてそれを選考で人選した後、その中から優秀者は「ミス天神橋」（1名）「準ミス天神橋」（2名）「御羽車娘」（1名）として表彰し記念品（高級ブランド品）が贈呈される。2005年までの参加資格は満16歳～28歳の女性に限られていたが、2006年以降は年齢制限が撤廃された。なお、2015年は後述の理由によりオーディションは実施しなかった。
- また、ギャルみこしの担ぎ手に選ばれたメンバーはこの他に大阪市の各種公共イベント等に出席したり、海外姉妹都市等への招待を受けて演技することもある。
- 2005年は第25回記念大会として、将来を担う子供たちと過去にギャルみこしを経験した母親との親子が参加する企画も行われた。
- 2015年は第35回記念巡行として、歴代のミス天神橋、準ミス天神橋、御羽車娘の受賞者を中心に、過去のギャルみこし参加者から105名が選抜されて担ぎ手をつとめた。

### 天神天満花娘
大阪天満宮で斎行される星愛七夕まつりや天神祭のガイドをする天神橋筋商店街のキャンペーンガール。大阪天満宮の巫女と同等の立場にある。
天神橋筋商店連合会（天神橋1・2・3丁目商店街）の主催で平成15年より公募が開始され、毎年10名が選ばれている。
水都大阪をイメージした浴衣の上に千早を着用し、大阪天満宮の花・紅白の梅をあしらった華やかな冠を付けて奉仕する。
星愛七夕まつり（7月7日）と天神祭（7月24日～25日）の期間中や大阪市の各種公共イベントで活躍する他、大阪天満宮の十日戎「天満天神えびす祭」で福娘として奉仕する。

### 暴力団排除規定
2017年、大阪天満宮や関係団体は、天神祭に暴力団を関わらせないことを目的に「暴力団排除規程」を制定。天神祭で神事や奉納花火、露店などに暴力団が参加や協賛といった形で関与するのを拒否することとした。

## 天神祭に関する料理
- 7月24日（宵祭り）の夕食：冷やしそうめん、あじの塩焼き、はもの皮を入れたきゅうりの酢の物の、はもの皮のざきざくというものが食べられていた。
- 7月25日（本祭り）のごちそう：冷やしそうめん、はものつけ焼き、はもちり、たこときゅうりの酢の物、お菓子わん（魚のすり身の揚げ物やきくらげが入った白天、干ししいたけとかいわれ菜の煮物）、はもの子と里芋の炊き合わせなどが食べられていた。[14]

## 参考資料
- 井野辺潔、網干毅編『天神祭-なにわの響き』創元社 1994 ISBN 4-422-70071-5
- 米山俊直、河内厚郎編著『天神祭-水の都・千年の祭』東方出版 1994 ISBN 4-88591-394-2